# MiRO (raffinerie de pétrole)
Cet article concerne la raffinerie de pétrole en Allemagne. Pour le robot zoomorphe, voir MiRo (robot).
Pour les articles homonymes, voir Miro.
La raffinerie MiRO (Mineraloelraffinerie Oberrhein GmbH & Co. KG) est la deuxième raffinerie de pétrole la plus importante d'Allemagne. Elle est située à Karlsruhe, dans le land du Bade-Wurtemberg. Elle a été formée en 1996 par fusion des établissements de DEA et Esso. Elle possède une capacité de raffinage de 310 000 barils par jour.

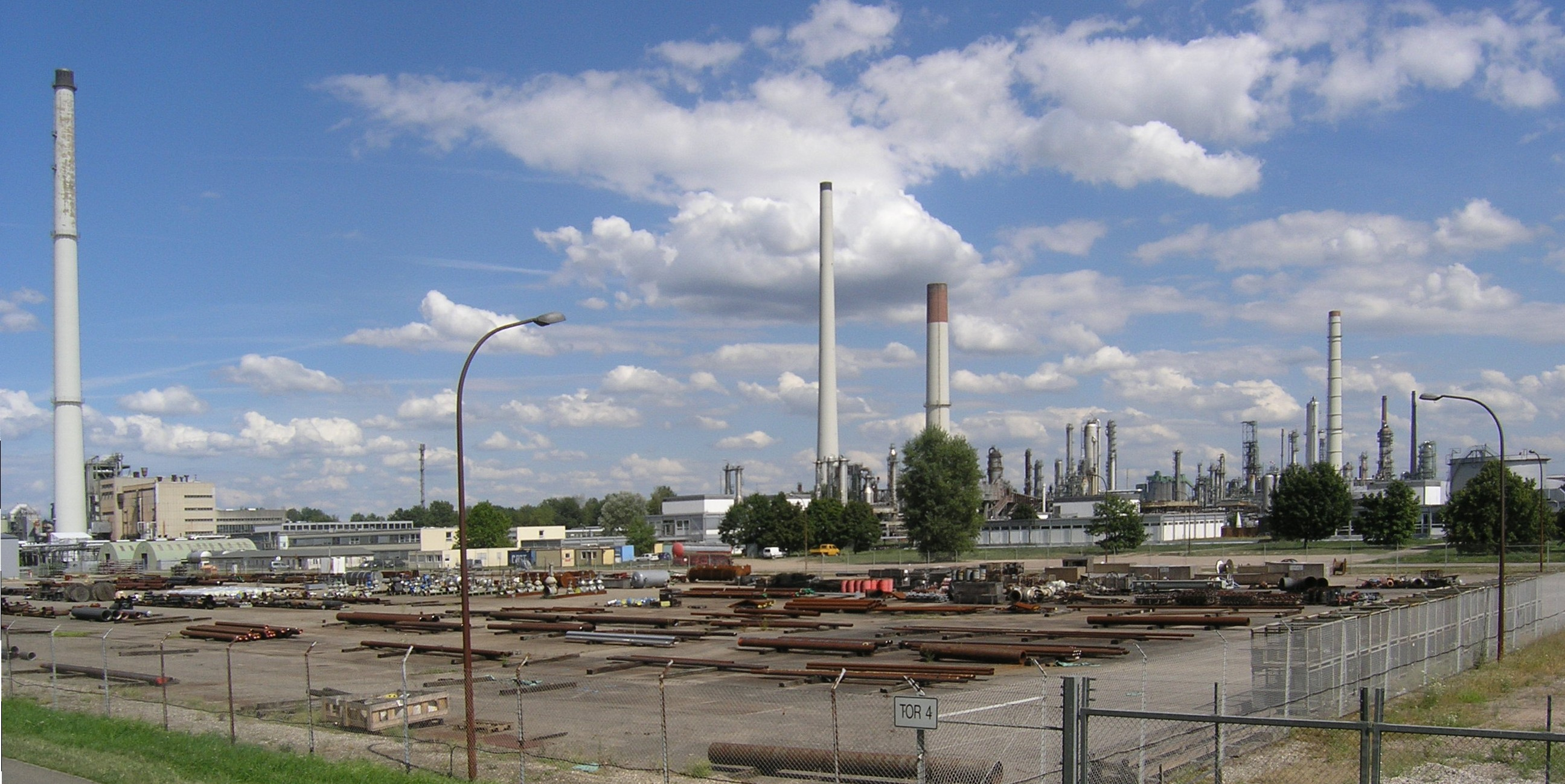
Raffinerie MiRO, partie occidentale